# Leucania purpurpatagis
Leucania purpurpatagis är en fjärilsart som beskrevs av Chang 1991. Leucania purpurpatagis ingår i släktet Leucania och familjen nattflyn. Inga underarter finns listade i Catalogue of Life.